# قندون جهیزیه
قندون جهیزیه فیلمی است کمدی محصول ایران و به کارگردانی علی ملاقلی‌پور که در سال ۱۳۹۳ تولید گردید. صابر ابر، اکبر عبدی، کریم اکبری مبارکه و نگار جواهریان در این فیلم ایفای نقش کرده‌اند. قندون جهیزیه فیلمی اجتماعی با زمینه طنز است که به رابطهٔ فرهنگ صاحب خانه و مستأجر می‌پردازد. سرمایه‌گذاری این فیلم بر عهده شرکت سینمایی فدک فیلم و سهند ترابی بوده و پخش آن بر عهده نسیم صبا است. قندون جهیزیه در جشنواره فیلم شهر و جشنواره فیلم کوتاه سما حضور داشت. علی ملاقلی‌پور، سیمرغ بلورین بهترین استعداد جوانان سی و سومین جشنواره بین‌المللی فیلم فجر را برای کارگردانی فیلم قندون جهیزیه به دست آورد.

## داستان
عطا و معصومه زن و شوهری هستند که در خانه‌ای مستأجر بوده و موعد تخلیه منزل مسکونی شان فرا رسیده است اما عطا می‌خواهد هر طور که شده قرارداد را تمدید کند با آنکه او با عدم توانایی مالی مواجه است.